# Portadera

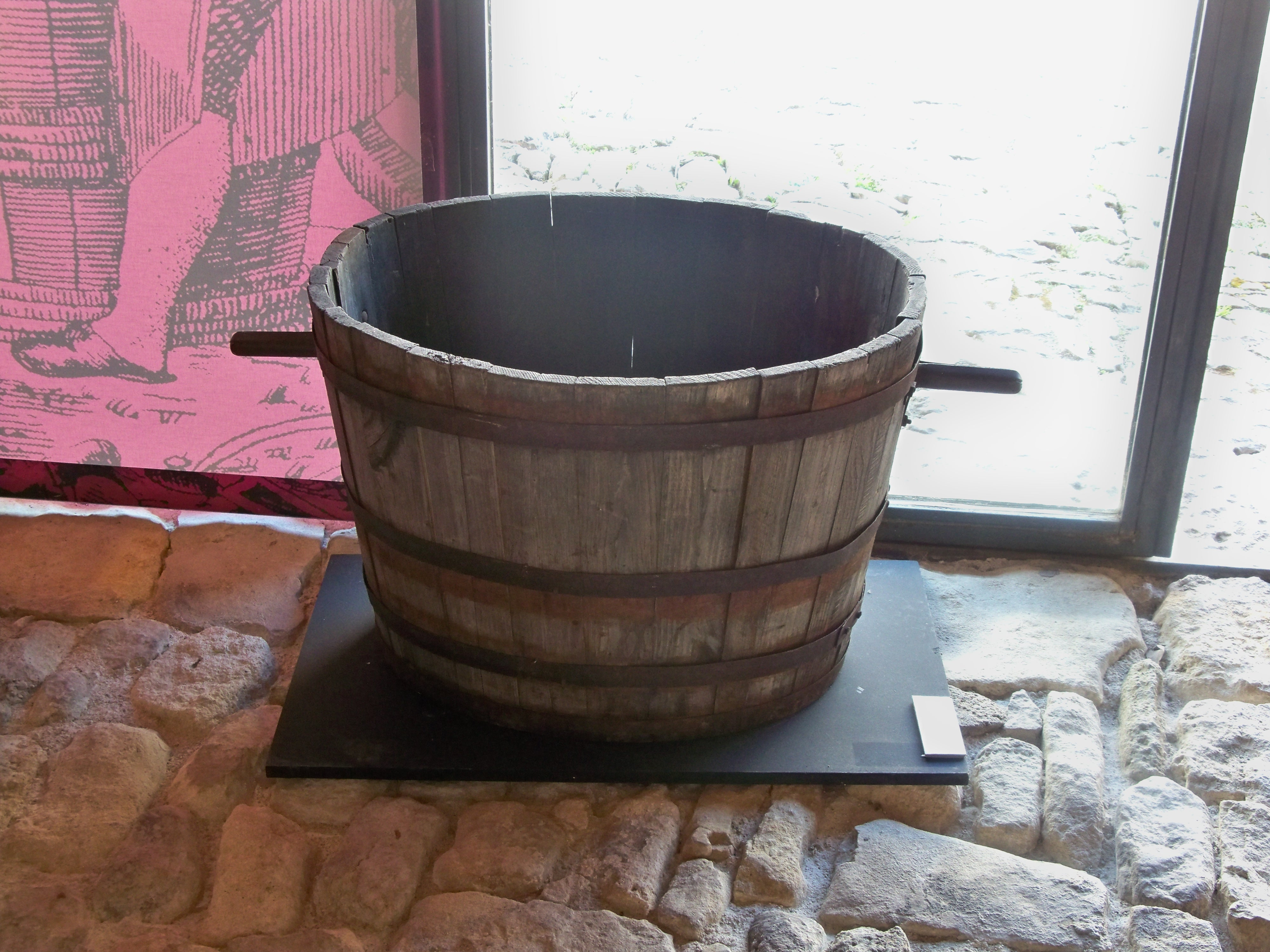
Portadera francesa con agarraderos horizontales. Las portaderas catalanas tienen agarraderos inclinados hacia abajo.

Una portadera o aportadera es un recipiente de madera con dos agarraderos, tradicionalmente usado para transportar las uvas cosechadas en la vendimia desde la viña hasta el local donde serán transformados en vino. La forma típica de las portaderas es ligeramente cónica y de sección elipsoidal. En una portadera, la base es más pequeña que la boca y las duelas que la forman se van ensanchando desde abajo hacia arriba. Además de las duelas de madera hay un par (o más) de aros de hierro que ligan y refuerzan el conjunto.

## Medidas

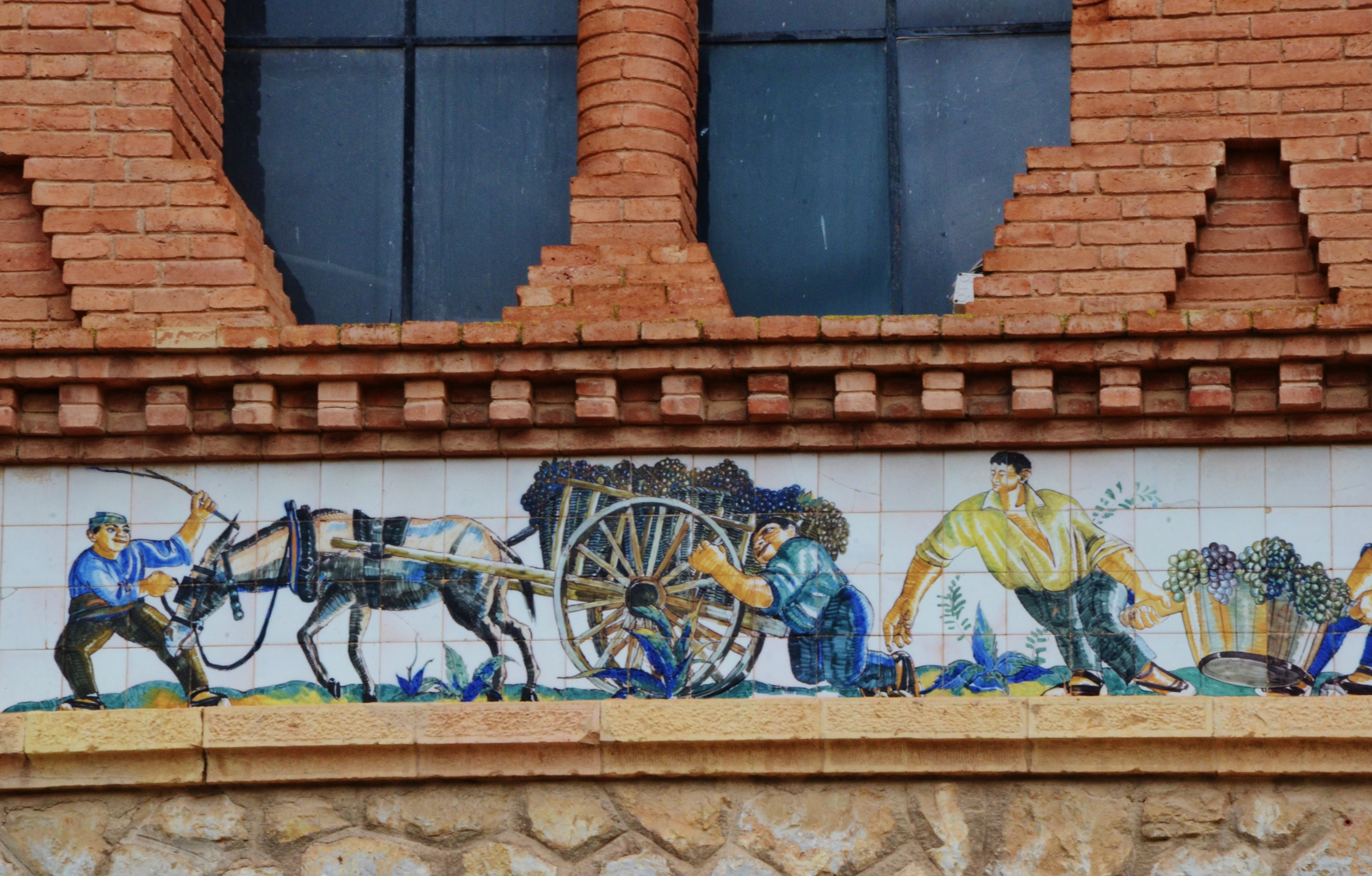
Baldosas decoradas con imágenes de la vendimia en la Bodega Cooperativa del Pinell de Brai. A la derecha dos hombres transportando una portadera cargada.

Las medidas de las portaderas eran variables, según el lugar de fabricación y el artesano que las hacía.
Aproximadamente tenían una estatura de un metro y un diámetro máximo en la boca de unos 80 cm.
- La capacidad era variable: entre 80, 100 y 120 litros.
- Cargadas de uva pesaban unos 60-70kg.

## Otros detalles

### Tapa
Muchas portaderas disponían de tapas de madera, más menos ajustadas a la boca. Estas tapas permitían proteger la carga, impidiendo eventuales entradas de polvo o de materiales no deseados desde el exterior.

### Transporte
En trayectos cortos los agarraderos permitían el transporte de una portadera cargada (60-70 kg) por parte de dos personas: una a cada lado sujetando un agarradero. También  había la posibilidad de emplear un par de varas auxiliares. Pasando cada vara por debajo de un agarradero, a modo de parihuela, el transporte era más fácil (siempre con dos personas). Además facilitaba el paso por caminos estrechos.

## Transporte de excrementos
En ocasiones ,  cargadas por parte de dos personas, se utilizaban las portaderas para el transporte de excrementos para ser utilizados como abono en los campos de cultivo, por ejemplo en Uruguay -entre otros muchos sitios-: "transportan el contenido de las letrinas, lo mezclan en la proporción de una parte de excrementos y dos de agua; batiendo la mezcla con una pértiga, dejandola fermentar unos 15 días, y luego con unas portaderas, lo llevan al plantío preparado de antemano".